# Witold Czamara
Witold Marek Czamara vagy művésznevén Donatan (Krakkó, 1984. szeptember 2. –) lengyel énekes, zenész, producer. Ő képviselte Lengyelországot Cleoval a 2014-es Eurovíziós Dalfesztiválon, a dán fővárosban, Koppenhágában. Versenydaluk a My Słowianie (Slavic Girls) volt.

## Zenei karrier

### 2014-es Eurovíziós Dalfesztivál
2014. február 25-én bejelentették, hogy ő és Cleo fogja képviseli Lengyelországot a 2014-es Eurovíziós Dalfesztiválon, Koppenhágában. A szereplésre a lengyel műsorsugárzó, a TVP kérte fel.
2014. május 8-án, a dalfesztivál második elődöntőjében léptek színpadra, innen a 8. helyen jutottak tovább döntőbe. A május 10-i döntőben a 14. helyen végzett.

## Kislemezei
- 2012: Nie lubimy robić (feat. Borixon & Kajman)
- 2012: Niespokojna dusza (feat. Chada, Sloń & Sobota)
- 2012: Z dziada-pradziada (feat. Trzeci Wymiar)
- 2012: Z samym sobą (feat. Sokół)
- 2013 	My Słowianie / Slavic Girls
- 2014 	Cicha woda
- 2014: Ten czas (Cleoval feat. Bednarek)
- 2014: Brać (Cleoval feat. Enej)
- 2014: Sztorm (Cleoval)
- 2015 	Pełnia